# Bergischer HC
Bergischer Handball-Club 06 e.V. (pełna nazwa: Bergischer Handball-Club 06 e.V.) – niemiecki klub piłki ręcznej mężczyzn powstały w 2006 r. z fuzji SG Solingen i LTV Wuppertal. Siedzibą klubu jest Solingen, ale drużyna rozgrywa swoje mecze w dwóch halach w Bayerhalle w Wuppertalu bądź w Klingenhalle w Solingen.
W sezonie 2012 klub występował w Bundeslidze jako beniaminek, ale na zakończenie jego został zdegradowany do 2. Bundesligi. Po raz kolejny drużyna awansowała do najwyższej klasy rozgrywek w Niemczech w sezonie 2012/13, zdobywając tytuł mistrza 2. Bundesligi. W sezonie 2013/14 klub przystąpi do rozgrywek Bundesligi jako beniaminek.

## Kadra 2020/21
| Bramkarze - 1. Christopher Rudeck - 12. Joonas Klama - 61. Tomáš Mrkva Rozgrywający - 9. Alexander Weck - 14. Maciej Majdziński - 19. Tomáš Babák - 20. Csaba Szücs - 22. Fabian Gutbrod - 24. Linus Arnesson - 39. Lukas Stutzke - 77. David Schmidt | Skrzydłowi - 11. Arnór Þór Gunnarsson - 18. Yannick Fraatz - 21. Sebastian Damm - 32. Jeffrey Boomhouwer Obrotowi - 5. Max Darj - 28. Tom Bergner - 30. Tom Kåre Nikolaisen |